# Peyton Manning
Peyton Williams Manning (New Orleans, 24 marzo 1976) è un ex giocatore di football americano statunitense che ha militato nel ruolo di quarterback per gli Indianapolis Colts e i Denver Broncos della National Football League (NFL).
Fu scelto dai Colts come prima scelta assoluta nel Draft del 1998 dopo una carriera d'alto livello nel college football con i Tennessee Volunteers. È figlio dell'ex quarterback della NFL Archie Manning e fratello maggiore dell'ex quarterback dei New York Giants, Eli Manning. Nel 2021 è stato introdotto nella Pro Football Hall of Fame.
Manning è stato il primo quarterback nella storia ad avere guidato alla vittoria del Super Bowl due diverse franchigie (i Colts nel 2006 e i Broncos nel 2015), record eguagliato da Tom Brady nel 2021 con i Tampa Bay Buccaneers. Detiene il record per il maggior numero di titoli di MVP della NFL con cinque e nel 2010 fu nominato ottavo miglior giocatore della storia dell'NFL, secondo la top 100 della stessa NFL, unico giocatore in attività tra i primi dieci.
Detiene diversi altri record NFL, tra cui quello per il maggior numero di yard passate in una singola stagione (5.477), per il maggior numero di passaggi da touchdown in stagione (55), per il maggior numero di stagioni consecutive con più di 4.000 yard passate (6) e il maggior numero di stagioni totali da più di 4.000 yard in carriera (14). Il suo passer rating in carriera (96,5) è inoltre il sesto della storia della NFL e detiene il primato di tutti i tempi per i Colts di vittorie in carriera, yard passate in carriera, passaggi tentati, passaggi completati e touchdown su passaggio. Nel 2009 arrivò al primo posto nella classifica di Sporting News dei giocatori della NFL. Lo stesso anno Fox Sports lo nominò giocatore del decennio. Da quando i Colts lo scelsero nel draft del 1998, la squadra ha avuto il più alto tasso di conversione di terzi down (44,6%) e quarti down (61,1%) della NFL. Mentre stava guidando i Colts alla vittoria del Super Bowl XLI nel 2007, Manning aiutò la squadra col record NFL del 56,1% sulle conversioni dei terzi down.
Personaggio dall'elevato valore commerciale fuori dal campo di football, Manning è apparso in numerose pubblicità e sulle copertine dei videogiochi NFL Fever per Xbox, ha condotto un episodio di Saturday Night Live ed ha prestato la propria voce in un episodio de I Simpson, in compagnia dei suoi fratelli, Eli e Cooper.
La gestione di Manning del pre-snap è diventata una delle immagini più famose nella NFL. Generalmente, nella NFL, prima di ogni azione la squadra di attacco si raduna per decidere lo schema da utilizzare, formando il cosiddetto huddle; invece Manning e i Colts quasi sempre evitavano di riunirsi nello huddle, preferendo un attacco in tutta velocità dalla linea di scrimmage.

## Carriera universitaria
Manning giocò con i Tennessee Volunteers, squadra rappresentativa dell'Università del Tennessee. Divenne il leader di tutti i tempi di Tennessee con 11.201 yard passate e 89 touchdown, vincendo 39 gare su 45 da titolare, superando il record della Southeastern Conference (SEC) per vittorie in carriera. Il 9 gennaio 2017, un anno dopo il suo ritiro, Manning fu inserito nella College Football Hall of Fame.
Statistiche al college
| Statistiche NCAA     |          |          |          |          |          |          |           |       |       |       |       |
| Tennessee Volunteers |          |          |          |          |          |          |           |       |       |       |       |
| Stagione             | Passaggi | Passaggi | Passaggi | Passaggi | Passaggi | Passaggi | Passaggi  | Corse | Corse | Corse | Corse |
| Stagione             | Comp     | Ten      | Yard     | %        | TD       | Int      | P. rating | Att   | Yard  | Media | TD    |
| 1994                 | 89       | 144      | 1.141    | 61,8     | 11       | 6        | 145,2     | 21    | -28   | -1.3  | 0     |
| 1995                 | 244      | 380      | 2.954    | 64,2     | 22       | 4        | 146,5     | 41    | 6     | 0.1   | 0     |
| 1996                 | 243      | 380      | 3.287    | 63,9     | 20       | 12       | 147,7     | 42    | -131  | -3.1  | 0     |
| 1997                 | 287      | 477      | 3.819    | 60,2     | 36       | 11       | 147,7     | 49    | 30    | 0.6   | 0     |
| Totale               | 863      | 1.381    | 11.201   | 62,5     | 89       | 33       | 147,1     | 153   | -123  | -0,6  | 0     |

## Carriera professionistica
(Tom Brady su Peyton Manning)

### Indianapolis Colts
Manning nel Draft NFL 1998 fu selezionato come 1ª scelta assoluta dagli Indianapolis Colts. Debuttò nella NFL il 6 settembre 1998 contro i Miami Dolphins. Dal suo esordio alla stagione 2010, Manning non saltò una sola partita da titolare.

#### 1998: stagione da rookie
Nella sua stagione da debuttante, Manning passò per 3.739 yard con 26 touchdown, stabilendo cinque diversi record per un rookie nella NFL, compreso il maggior numero di passaggi da touchdown in una stagione e fu incluso nell'NFL All-Rookie First Team. La prima vittoria di Manning giunse con un altro quarterback rookie, l'amico Ryan Leaf, 17–12 sui Chargers. Settimane dopo, Manning dovette vedersela con Steve Young; in quell'occasione lanciò per 3 touchdown, eguagliando il primato per un rookie dei Colts, ma i 49ers calciarono il field goal della vittoria, 34–31. In novembre, contro i Jets, Manning lanciò 3 touchdown nella vittoria 24–23; per questa prestazione fu nominato giocatore offensivo della settimana della AFC. Fu il primo drive che portò alla vittoria della carriera di Manning quando pescò Marcus Pollard con il passaggio da touchdown vincente. Manning fu certamente la nota positiva della stagione 1998 per i Colts ma ebbe anche il record negativo della lega con 28 intercetti e la squadra faticò, finendo con un record di 3-13 ed una difesa che concesse più di 27 punti a gara. I Colts persero molte partite di pochi punti, comprese cinque partite in cui erano stati in vantaggio di dieci o più punti.

#### 1999: prima stagione da 4.000 yard
I Colts aprirono la stagione 1999 con una vittoria 31–14 su Buffalo ma la settimana seguente sprecarono un vantaggio di 28–7 sui Patriots e persero. Dopo aver superato San Diego 27–19 in una gara dove Manning lanciò per 400 yard, e fu nominato giocatore offensivo della settimana della AFC, persero nuovamente contro Miami. I Colts risposero vincendo 11 delle rimanenti 12 gare, terminando 13–3 e vincendo la division AFC East. Le 10 gare vinte in più rispetto alla stagione precedente stabilirono un record NFL.Col secondo miglior record della AFC, i Colts si guadagnarono il bye al primo turno e affrontarono Tennessee in quello successivo. I Colts persero 19–16 contro i futuri partecipanti al Super Bowl e Manning fu tenuto ad un solo touchdown su corsa. Manning terminò l'anno con 4.135 yard su passaggio e 26 touchdown, fu premiato con la selezione nel Second-team All-Pro e convocato per il primo Pro Bowl. Durante l'evento passò per 270 yard con 2 touchdown.

#### 2000

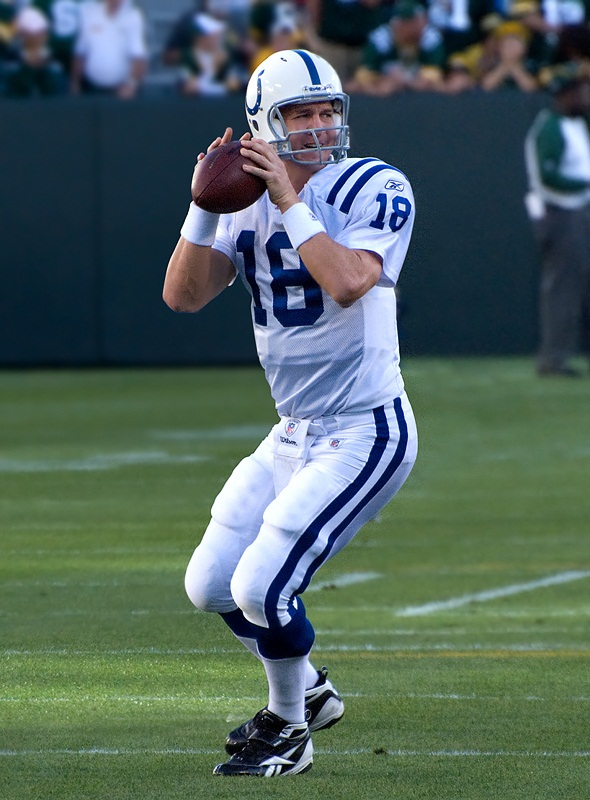
Manning con la maglia dei Colts

I Colts iniziarono male la stagione 2000. Dopo una vittoria nella gara di apertura contro Kansas City, persero 21–0 contro i Raiders. Nel Monday Night successivo si rifecero con una vittoria su Jacksonville 43–14 dove Manning passò per 430 yard e 4 touchdown, venendo premiato come AFC Offensive Player of the Week per questa prestazione. I Colts vinsero quattro delle successive 5 partite, compresa una contro New England in cui Manning mise insieme il primo passer rating perfetto della sua carriera. In seguito essi persero 4 delle successive 5 partite. Dopo ciò i Colts si ripresero, vincendo le 3 gare rimanenti, compresa una vittoria 31–10 su Minnesota nella settimana 17. Manning passò per 4 touchdown in quella vittoria e vinse nuovamente il premio AFC Offensive Player of the Week, dando ai Colts un record di 10–6 e centrando la wild card dei playoff. Nel primo turno di playoff, i Colts furono sconfitti dai Dolphins, 23–17 nei tempi supplementari. Manning passò per 194 yard ed un touchdown. Egli terminò la stagione con 4.413 yard su passaggio e 33 touchdown entrando nuovamente nel Second-team All-Pro e nel Pro Bowl. Al Pro Bowl, Manning lanciò due passaggi da touchdown.

#### 2001
Manning e i Colts introdussero nella lega la loro nuova firma con l'attacco senza la mischia prima degli snap usandola efficacemente nella prima settimana con una vittoria sui Jets per 45–24. Due settimane dopo (le gare della seconda settimana non vennero disputate a causa degli attacchi dell'11 settembre), i Colts si portarono sul 2–0 con una vittoria su Buffalo, grazie alla prestazione di Manning con 421 yard passate. Il quarterback fu nominato AFC Offensive Player of the Week per questa gara. La settimana seguente, i Colts persero contro New England e continuarono il loro momento negativo perdendo anche le due gare successive. I Colts per un po' si ripresero, vincendo due gare, ma perdendo sette delle ultime nove, compresa una sconfitta casalinga 40-21 coi 49ers. Manning lanciò il suo massimo in carriera di intercetti in quella partita, con coach Jim Mora che affermò: "Playoff? non mi parlate di playoff. Mi state prendendo in giro. Playoff? Sto solo cercando di vincere una partita, un'altra partita" in conferenza stampa. Malgrado un record di 6-10, Manning terminò la stagione con 4.131 yard passate, 26 passaggi da touchdown e 4 touchdown su corsa con l'attacco che fu il secondo per punti della lega. Ad ogni modo, la difesa concesse il maggior numero di punti a partita e Jim Mora fu licenziato a fine stagione.

#### 2002
Tony Dungy diventò il secondo coach nella carriera di Manning in NFL. I Colts iniziarono la stagione 2002 con record di 4–1, prima di perdere una striscia di 3 partite consecutive che li portarono sul 4–4. I Colts risposero vincendo tutte le partite rimanenti tranne due, compresa una vittoria a sorpresa 35–13 sugli Eagles in cui Manning ebbe un passer rating perfetto per la seconda volta in carriera, dando alla squadra un record finale di 10-6 ed un posto nella post-season. Ad ogni modo i Colts furono battuti nettamente dai Jets nel Wild Card game, 41–0, con Manning che passò solo per 137 yard. Concluse la stagione con 4.200 yard passate e 27 TD, venendo convocato nuovamente per il Pro Bowl. Lì 5 passaggi su 11 per 100 yard ed un touchdown.

#### 2003: Prima volta MVP
Il 2003 dei Colts iniziò con un perfetto 5–0, compreso un netto 55–21 sui Saints in cui Manning giocò la sua terza partita con un passer rating perfetto, lanciando l'allora primato in carriera di 6 touchdown e guadagnandosi il titolo di AFC Offensive Player of the Week. Nel Monday Night Football contro i Buccaneers campioni in carica, Manning e i Colts erano in svantaggio 35-14 negli ultimi cinque minuti. Dopo un drive veloce chiuso con un TD, i Colts recuperarono l'onside kick. Manning lanciò un passaggio da touchdown da 28 yard per Marvin Harrison sul quarto & 6 portando il punteggio a 35-28. Con 1:41 rimanente, Manning riebbe indietro la palla e guidò la squadra con drive da 85 yard e il passaggio da TD del pareggio. Nei supplementari i Colts calciarono il field goal della vittoria con l'incredibile punteggio di 35-38. Fu la prima ed unica volta nella storia della NFL che una squadra vincesse una partita dopo essere stata in svantaggio di 21 punti negli ultimi quattro minuti del tempo regolamentare. Manning chiuse la partita con 386 yard passate.
Dopo una sconfitta nei supplementari contro Carolina, i Colts vinsero tutte le rimanenti gare tranne 3, terminando 12–4. Il 30 novembre i Colts ospitarono i Patriots, i quali avevano un record di 9-2 Patriots, nella partita che avrebbe segnato l'inizio della maggior rivalità della NFL nell'arco del decennio. I Colts erano in svantaggio 31-10 verso la fine del terzo quarto quando Manning lanciò tre passaggi da TD nell'arco di sei minuti pareggiando la partita. Nuovamente sotto per 38-34 nei minuti finali, i Colts ebbero tre giocate sulla linea delle 1 yard per tentare di segnare il touchdown vincente. Edgerrin James fu fermato nel quarto down da Willie McGinest ed i Patriots vinsero. Nella settimana 14 nella vittoria su Atlanta, Manning lanciò per 5 touchdown venendo nominato giocatore della settimana per la seconda volta. Vinse inoltre il premio di giocatore offensivo della AFC del mese di ottobre.
Nei playoff, nel turno delle Wild Card, Manning e i Colts sconfissero i Denver Broncos 41–10, la sua prima vittoria nei playoff. Peyton passò per 377 yard e 5 touchdown nella, nuovamente con un perfetto passer rating, il secondo della stagione ed il quarto in carriera. Dopo la gara, Manning fu premiato come miglior giocatore della settimana per la terza volta in stagione. Nel turno seguente, Manning guidò i Colts alla vittoria 38–31 sui Kansas City Chiefs. Entrambe le squadre non calciarono alcun punt nella partita. Nella finale della AFC, Manning fu fermato dai New England Patriots e dalla loro fortissima difesa, mettendo insieme il terzo peggior passer rating della carriera con 35,5. La difesa dei Patriots lo intercettò quattro volte e gli inflisse quattro sack, coi Colts che persero 24–14.
Durante la stagione, Manning fu nominato giocatore offensivo del mese dell'AFC a settembre ed alla fine co-MVP della stagione, insieme al quarterback dei Titans Steve McNair. Manning ricevette inoltre il premio ESPY come miglior giocatore NFL. Manning guidò la lega con 4.267 yard passate e lanciò 29 touchdown; fu inserito nel First-team All-Pro e venne convocato per il Pro Bowl dove passò per 342 yards e 3 touchdown, perdendo 55-52.

#### 2004: Secondo MVP

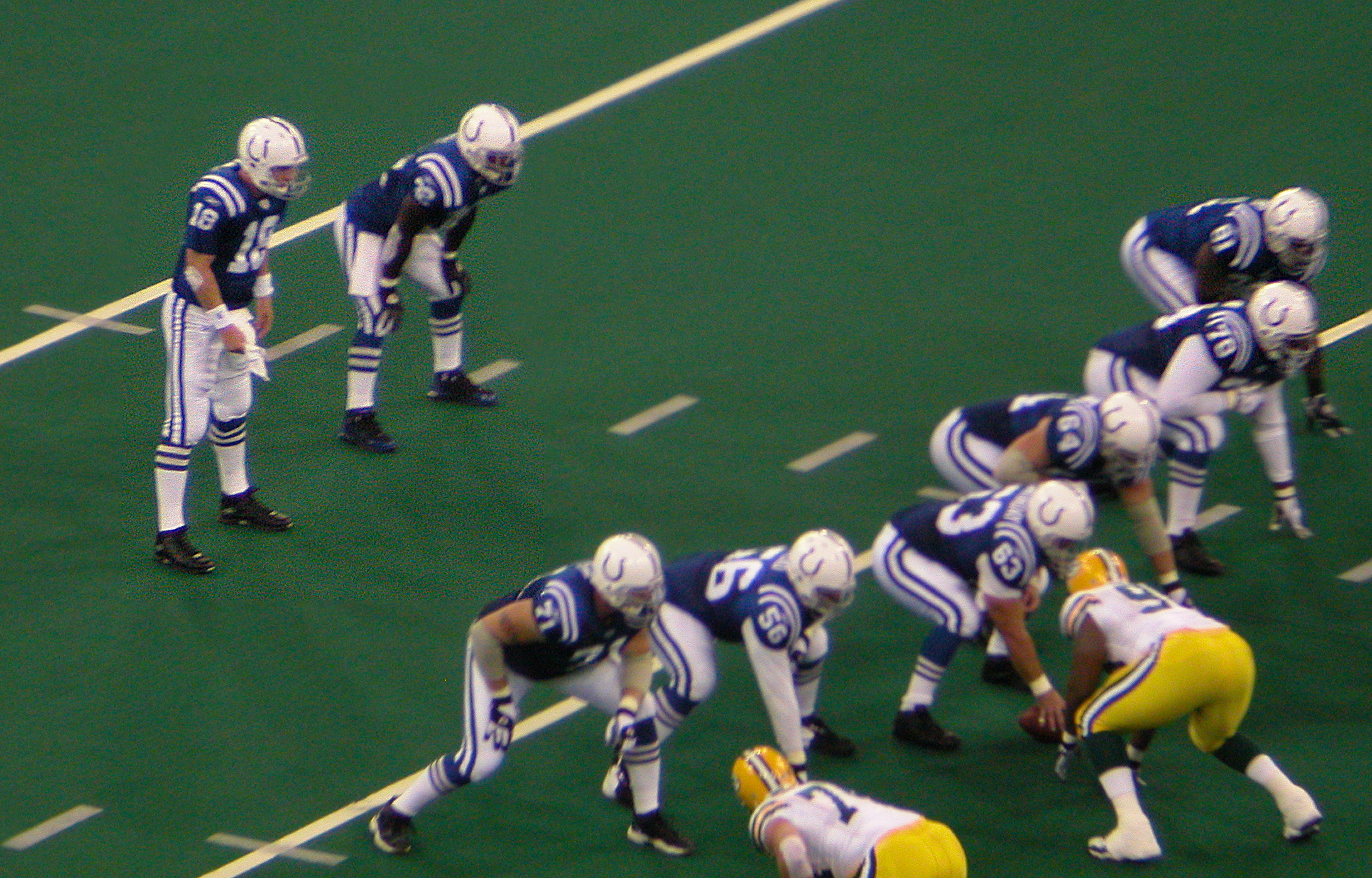
Manning e i Colts contro i Packers nel 2004

I Colts nel 2004 aprirono la stagione con una sconfitta 27–24 coi Patriots, dopo che Mike Vanderjagt sbagliò il field goal del pareggio nei secondi finali della partita. I Colts vinsero le quattro gare successive compreso un 45–31 su Green Bay in cui Manning lanciò 5 touchdown, vincendo il premio AFC Offensive Player of the Week. Le due partite successive coincisero con le sconfitte contro Jacksonville e Kansas City, malgrado Manning abbia lanciato per un totale di 840 yard nelle due gare. I Colts si ripresero vincendo 8 partite consecutive prima di perdere l'ultima gara della stagione regolare contro Denver, una gara in cui Manning giocò solo la prima serie. Durante il mese di novembre, Manning fu nominato AFC Offensive Player of the Week due volte; una volta per la sua prestazione da 5 touchdown nel netto 49–14 su Houston e una per il 41–9 su Detroit il Giorno del ringraziamento in cui passò 6 touchdown in meno di tre quarti. Grazie alle sue prestazioni di novembre, Manning vinse il premio di giocare offensivo del mese dell'AFC. Fu nominato AFC Offensive Player of the Week per la quarta volta nella settimana 16 contro San Diego dove guidò i Colts alla vittoria 34–31 dopo aver rimontato 15 punti nell'ultimo quarto. Con i Colts bloccati sul quarto e 4 nelle loro 26 yard, Manning fece uscire il punter dal campo e completò un passaggio da 19 yard per Reggie Wayne per il primo down. Terminò quel drive con un passaggio da TD da 21 yard per Brandon Stokley, il suo 49º della stagione, superando il record di Dan Marino di 48. Dopo la conversione da due punti del pareggio, Manning ebbe la palla per primo nei tempi supplementari che fu vinto con un field goal. I Colts con quella vittoria si classificarono al terzo posto nel tabellone della AFC.
Durante la stagione, Manning passò per 4.557 yard con passer rating da record di 121,1 (superato nel 2011 da Aaron Rodgers) e il già citato record di 49 passaggi da touchdown. Per il secondo anno consecutivo fu nominato miglior giocatore della stagione con 49 voti su 50, vinse il premio di giocatore offensivo dell'anno e fu nominato miglior giocatore NFL agli ESPY Awards per il secondo anno consecutivo; Manning ricevette inoltre un altro ESPY Award per il record dei 49 TD pass. I Colts finirono con un record di 12–4 e il secondo titolo della AFC South consecutivo. Tre ricevitori dei Colts ebbero più di 1.000 yards e 10 touchdown quella stagione, un altro record. Le statistiche del sito Football Outsiders calcolarono che Manning ebbe la miglior stagione di sempre per un quarterback nel 2004.
Nel turno delle Wild Card contro Denver, Manning passò per 458 yard e 4 touchdown. La stagione dei Colts del 2004 terminò nuovamente a Foxborough la settimana successiva con la sconfitta 20–3 contro New England, con Manning che ebbe un rating di 69,3, il più basso stagionale. Fu la settima sconfitta consecutiva di Manning coi Patriots a Foxborough ed i tre punti dei Colts furono il loro minimo dalla gara di apertura della stagione 2003. Manning fu nominato del titolare del Pro Bowl; al Pro Bowl, passò 3 touchdown nella vittoria 38–27 e fu nominato MVP dell'incontro. Manning fu anche introdotto unanimemente nel First-team All-Pro.

#### 2005

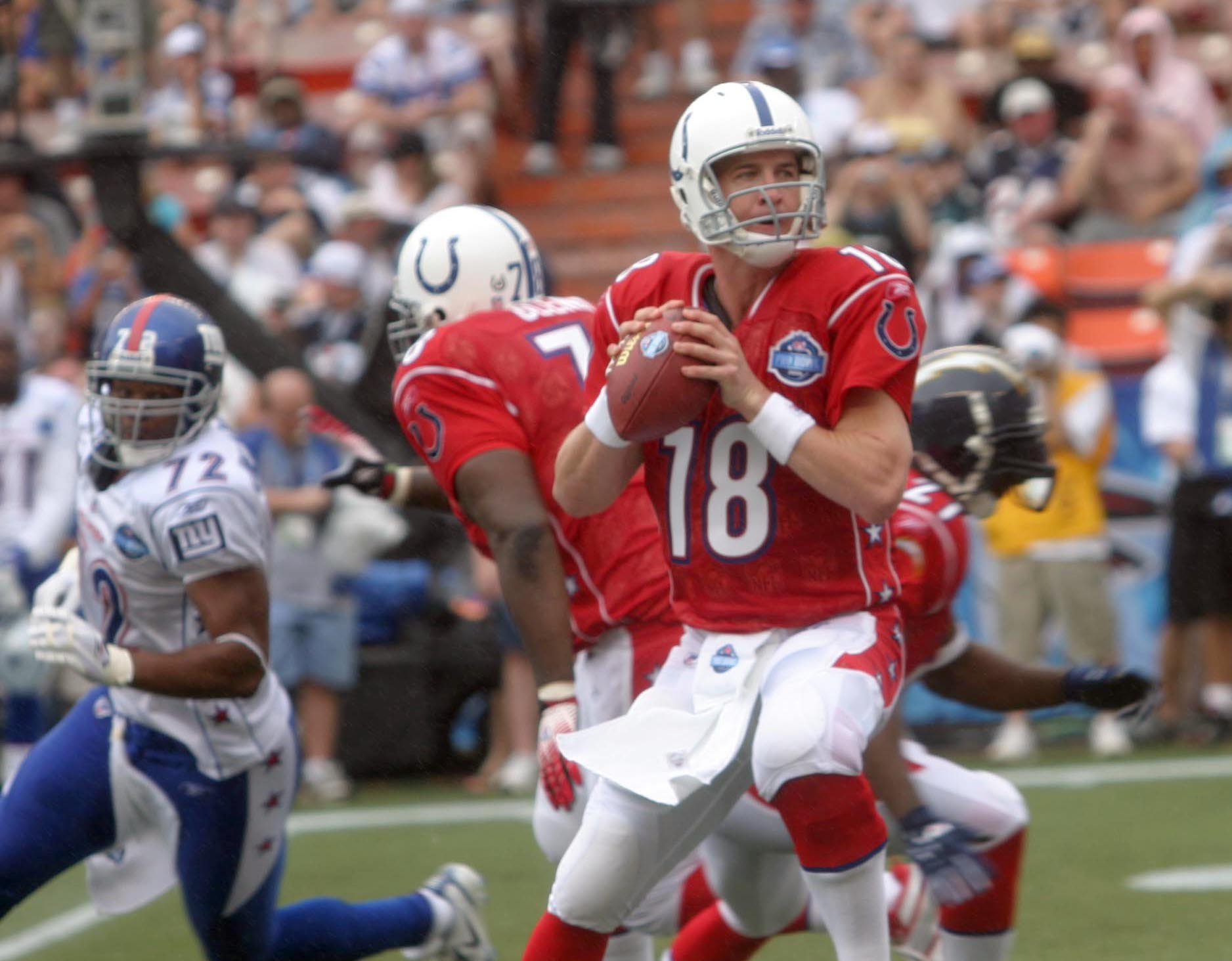
Manning nel Pro Bowl 2006

Nel 2005 i Colts ebbero una difesa molto migliorata rispetto agli anni precedenti. Messo insieme ciò col proprio attacco, essi vinsero le prime 13 partite, compresa la rivincita 40–21 sui vincitori degli ultimi due Super Bowl, New England. Questa fu la prima vittoria in trasferta di Manning sui Pats su 8 tentativi ed i suoi 3 touchdown gli fecero vincere il premio di AFC Offensive Player of the Week. All'inizio della settimana 15, i Colts avevano un perfetto 13–0 come record, si erano assicurati la vittoria della AFC South ed il vantaggio casalingo in tutte le partite dei playoff. Tuttavia, Tony Dungy decise di far giocare tutti i propri titolari contro i Chargers. I Colts giocarono una gara mediocre con San Diego e persero presto le possibilità di vincere; il punteggio finale fu di 26–17. Manning finì la stagione con 3.747 yard passate, la prima volta che scese sotto le 4.000 dalla sua stagione da rookie nel 1998, principalmente dovuto al fatto che Manning rimase in panchina per la maggior parte del tempo delle ultime due partite, non avendo la squadra altri traguardi da conquistare. Il suo rating di 104,1 fu il migliore della lega in quella stagione.
Nei playoff i Pittsburgh Steelers fecero visita all'RCA Dome nel secondo turno dei playoff. Nel quarto quarto, con pochi minuti rimanenti sul cronometro, Manning lanciò l'intercetto che poi si sarebbe rivelato quello che avrebbe chiuso la gara ad opera di Troy Polamalu. I Colts poi andarono per tentare di segnare il field goal che avrebbe chiuso il match. Sul quarto down, Manning subì un sack sulla goal linee la gara sembrò finita con gli Steelers che erano ad una yard dal touchdown. Nella giocata seguente però, ci fu un fumble di Jerome Bettis raccolto dal difensore dei Colts Nick Harper che sembrava avere un percorso abbastanza agevole per andare a segnare il punto della vittoria. Questo non accadde perché il quarterback degli Steelers Ben Roethlisberger si tuffò di fronte ad Harper placcandolo ad una gamba e salvando la sua squadra dal touchdown. Successivamente i Colts arrivarono 27 yard, prima che Mike Vanderjagt sbagliasse il field goal a tempo ormai scaduto.
Manning giunse secondo nella votazioni per l'MVP stagionale dietro a Shaun Alexander, chiudendo la sua striscia di due anni. Vinse il premio Uomo dell'Anno Walter Payton Man of the Year e fu nominato FedEx Air Player of the Year, insieme a Tom Brady e Carson Palmer. Manning fu inserito nella prima formazione ideale per il terzo anno consecutivo e convocato per il Pro Bowl dove passò un TD ed ebbe tre intercetti.

#### 2006: Vittoria del Super Bowl

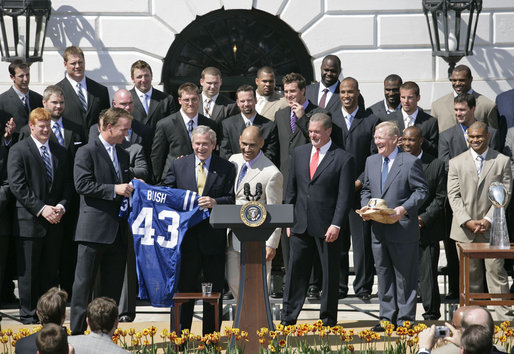
Manning e i Colts del 2006 fanno visita al Presidente George W. Bush alla Casa Bianca.

Manning aprì la stagione 2006 contro i New York Giants di suo fratello Eli nel Sunday Night Football (il primo "Manning Bowl"). Fu la prima gara della storia della NFL in cui i quarterback titolari erano due fratelli e la squadra di Peyton vinse 26-21. Manning passò per 400 yard contro i Texans in una vittoria 43-24, guadagnandosi il titolo di AFC Offensive Player of the Week. Vinse nuovamente questo premio per le 345 yard e i 4 passaggi da TD contro i Redskins nella settimana 7). Un secondo viaggio a New York, questa volta per sfidare i Jets, produsse un'altra vittoria per i Colts. Dopo essere passati in vantaggio due volte nel quarto periodo, Manning dovesse guidare un terzo drive vincente, questa volta terminato con una QB sneak da una yard e il TD su corsa vincente nell'ultimo minuto, per un punteggio finale di 31-28.
A Denver Manning guidò nuovamente altri tre drive finiti a punti vincendo 34-31. Peyton completò 32 passaggi su 39 per 345 yard e 3 TD. Dopo una seconda vittoria consecutiva su New England ed una vittoria casalinga su Buffalo, i Colts erano l'ultima squadra imbattuta sul 9-0. La loro prima sconfitta avvenne a Dallas. Rallentati da una difesa sulle corse che concedeva oltre 100 yard a partita, i Colts stavano erano 11-4 prima della partita finale. Contro Miami, Manning lanciò per 282 yards, 2 TD ed un altro TD su corsa. I Colts vinsero 27-22, vinsero l'AFC South ed ottennero il terzo posto nel tabellone della AFC. Manning fu nominato AFC Offensive Player of the Week. Terminò la stagione regolare con 4.397 yard passate e guidando la lega con 31 passaggi da touchdown. Anche il suo passer rating (101,0) fu il più alto della lega per il terzo anno consecutivo. Manning contribuì a stabilire il record NFL per il tasso di conversione di terzi down in una stagione (56,1%).
Malgrado tre intercetti, Manning completò 30 passaggi su 38 ed i Colts batterono i Kansas City Chiefs nel turno delle wild card 23–8. La settimana seguente furono limitati a 5 field goal senza TD ma sconfissero i Baltimore Ravens 15–6. Nella finale della AFC contro i rivali Patriots, i Colts si seguente i Colts si ritrovarono in svantaggio 14–3 dopodiché Manning lanciò un intercetto che fu ritornato in TD da Asante Samuel dando a New England un vantaggio di 21-3. Manning guidò i Colts a segnare 32 nel secondo tempo per la vittoria 38-34. La segnatura finale giunse alla fine dell'ultimo periodo quando Manning guidò i Colts ad un drive di 80 finito con un touchdown e passando in vantaggio per la prima volta nella partita. Egli terminò la gara con 349 yard passate ed 2 TD (1 su corsa). La rimonta fu la più larga nella storia di una finale di conference.
Manning guidò i Colts alla vittoria 29–17 sui Chicago Bears nel Super Bowl XLI e fu votato Super Bowl MVP. Manning, che era stato criticato per aver fallito le grandi partite in passato, esorcizzò questo suo demone con la vittoria. "I precedenti erano stati deludenti quando la nostra squadra è uscita presto" disse ai giornalisti "In qualche modo siamo riusciti ad imparare da quelle sconfitte che ci hanno reso una squadra migliore." Per il suo ruolo nella cavalcate dei Colts, Manning fu premiato da ESPY col titolo di Best Championship Performance. Manning fu nuovamente convocato per il Pro Bowl ed inserito nella seconda squadra ideale; nel Pro Bowl giocò solo due, passando per 67 yard. In seguito alla vittoria del Super Bowl, acconsentì a ristruttura il suo contratto per far risparmiare ai Colts 8,2 milioni di dollari nel salary cap.

#### 2007
I Colts di Manning aprirono la stagione con 7 vittorie, portandolo al match con gli imbattuti Patriots in un match soprannominato "Super Bowl 41.5". Manning e Addai aiutarono i Colts ad essere in vantaggio 13–7 e alla fine del primo tempo ed un TD all'inizio del quarto periodo portò il risultato sul 20–10. Ad ogni modo, Brady guidò i Patriots con due touchdown alla scadere, causando a Manning la prima sconfitta stagionale 24–20. Manning terminò la gara con 225 yard passate, un touchdown passato ed uno su corsa.
Manning non si riprese bene dalla sconfitta. Contro i San Diego Chargers lanciò la sua peggior prestazione in carriera e record di franchigia con 6 intercetti. Malgrado ciò, riuscì a riportare i Colts in partita da 23-0 a 23–21, dando ad Adam Vinatieri l'opportunità di passare in vantaggio con un field goal dalle 29 yard. L'errore di Vinatieri portò la squadra sul 7–2. Manning non giocò particolarmente bene nemmeno contro i Kansas City Chiefs, non lanciando alcun touchdown. Ad ogni modo, guidò i Colts al drive finale conclusosi col field goal vincete, correndo per 2 yard sul quarto e 1. Manning finì la gara con 163 yard passate, superando le 40.000 in carriera. La vittoria fu la 100ª di Manning in carriera. I Colts vinsero le successive 5 gare, vincendo la AFC South e guadagnando il numero 2 nella AFC. Nella partita finale della stagione regolare, Manning giocò due sole serie prima di essere sostituito dalla riserva Jim Sorgi; i Colts persero contro i Titans, 16–10. Manning finì la stagione con 4.040 yard passate, 31 touchdown ed un rating di 98,0. Nel divisional round, Manning e i Colts persero coi Chargers, 28–24. Manning portò i Colts in vantaggio per 4 volte ma non riuscì a far segnare il TD finale della vittoria. Manning terminò la gara con 402 yard passate e 3 touchdown. Peyton fu inquadrato diverse volte nel Super Bowl XLII mentre tifava per il fratello Eli ed i New York Giants nella loro clamorosa vittoria sui New England Patriots. Manning fu nominato titolare del Pro Bowl dove passò per 147 yard ed un touchdown in tre serie.

#### 2008: Terzo MVP
Il 14 luglio 2008, Manning si sottopose ad un intervento chirurgico per rimuovere una borsa sierosa infetta dal suo ginocchio sinistro. Manning, che doveva portare un tutore al ginocchio sin dal college, rimase in panchina per tutte le gare della pre-stagione e saltò la maggior parte del training camp.

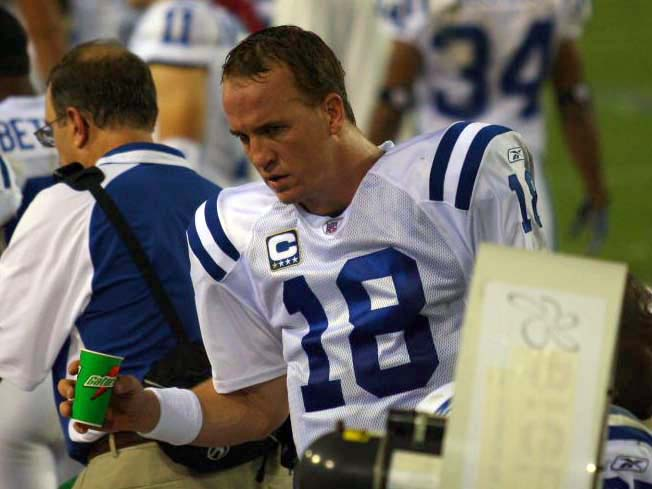
Manning coi Colts nel 2008

Nella prima gara al nuovo Lucas Oil Stadium, i Colts persero 29–13 coi Chicago Bears. La settimana seguente vinsero coi Vikings dopo essere stati sotto di 15 punti con Manning che passò per 311 yard. Nella terza partita i Colts persero coi Jaguars mentre la settimana seguente Manning dovette ribaltare la partita dopo aver iniziato in svantaggio il quarto quarto vincendo contro i Texans, con Peyton che passò 3 TD in poco più di due minuti.
Dopo sei partite i Colts affrontarono gli imbattuti Titans, perdendo dopo essere stati in vantaggio, perdendo notevoli possibilità di vincere la division. Nell'ottava giornata Manning e i Colts superarono gli storici rivali dei Patriots, privi di Tom Brady, portandosi sul 4-4.
Nella decima giornata Manning lanciò 3 TD per la 50ª volta in carriera aiutando i Colts a battere gli Steelers in trasferta per la prima volta dal 1968. A San Diego, Manning lanciò per 255 yard, 2 TD ed un intercetto nella vittoria 23–20. Quell'intercetto mise fine al suo record in carriera di 140 passaggi senza intercetti.
Nella vittoria 35–3 si Cincinnati Bengals, Manning passò 3 TD con 26 su 32 per 277 yard. Questo segnò l'11 stagione consecutiva da più di 20 TD di Manning, la seconda più lunga della storia.
Necessitando di una vittoria per centrare il quinto posto nei playoff, Manning giocò una delle migliori partite della carriera a Jacksonville nel Thursday Night Football. Lì completò i primi 17 passaggi della sua partita, avvicinandosi al record NFL di 24 di Donovan McNabb (compresi gli ultimi 6 della partita precedente). Manning finì con 29/34 nei passaggi per 364 yard e 3 TD, incrementando il suo record NFL di stagioni da 25 TD a 11. Manning vinse il premio di AFC Offensive Player of the Week per la terza volta nel 2008. Conquistò tale onore per la 19ª volta superando Dan Marino, recordman della specialità da quando il premio fu istituito nel 1984. A fine stagione Manning superò nuovamente le 4.000 yard, aumentando il proprio record NFL. A fine stagione fu nominato MVP per la terza volta, pareggiando il record di Brett Favre.

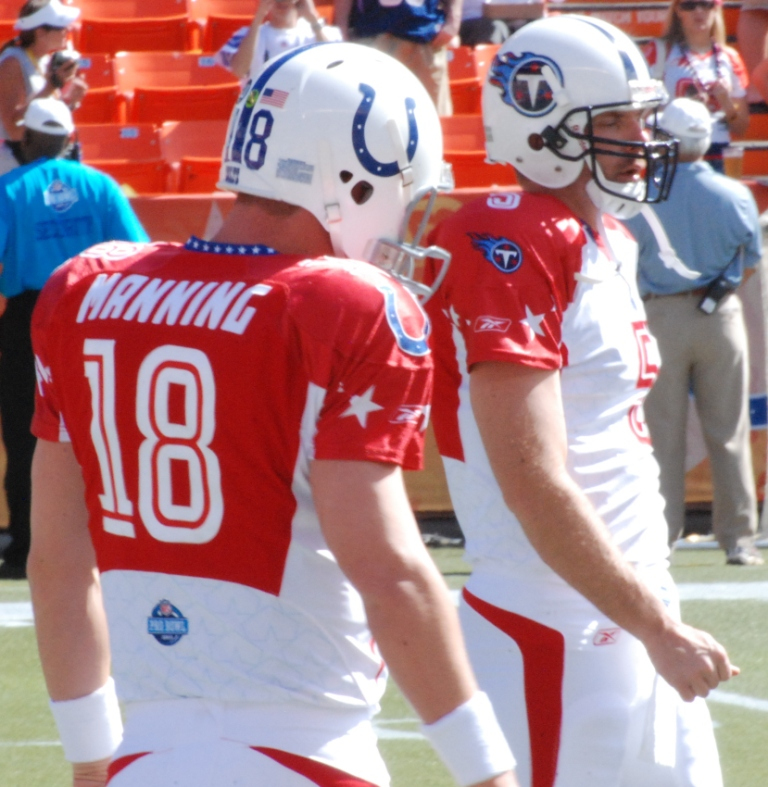
Manning nel Pro Bowl 2009.

Nei playoff i Colts sfidarono la loro nemesi della stagione precedente, i Chargers. Sotto 14-10 alla fine del primo tempo, i Colts passarono in vantaggio ma i Chargers pareggiarono e furono necessari i tempi supplementari. San Diego vinse il lancio della moneta estromettendo nuovamente Manning e i Colts dai playoff.

#### 2009: Quarto MVP e seconda apparizione al Super Bowl
Nella stagione 2009, Manning iniziò battendo i Jaguars e lanciando per 301 yard nella prima partita col nuovo allenatore Jim Caldwell. Con la vittoria sui Dolphins nella seconda giornata, la 119ª in carriera, Manning raggiunse Johnny Unitas al quinto posto della classifica. I Colts iniziarono la stagione vincendo le prime 14 partite e perdendo solo le ultime 2. Nella settimana 15 Manning superò nuovamente le 4.000 yard passate mentre la settimana successiva divenne il quarto quarterback della storia a passare più di 50.000 yard in carriera.
Ricevuto il bye per il primo turno di playoff, i Colts superarono i Baltimore Ravens 20-3 con Manning che passò due TD e 246. Nella finale dell'AFC contro la forte difesa dei Jets, Peyton passò per 377 yard e 3 TD, raggiungendo il secondo Super Bowl in carriera. Manning stabilì un record per i playoff con la sua settima partita da 300 yard.
Nel Super Bowl XLIV contro i New Orleans Saints, i Colts persero 31-17 dopo aver iniziato con un vantaggio di 10-0 e Manning che fece un passaggio da TD di 96 yard (record pareggiato). Peyton finì con 333 yard passate che non furono sufficienti per vincere la partita, portando il suo record nella post season a 9-9. A fine anno venne comunque premiato come MVP della stagione per la quarta volta, un nuovo record.

#### 2010

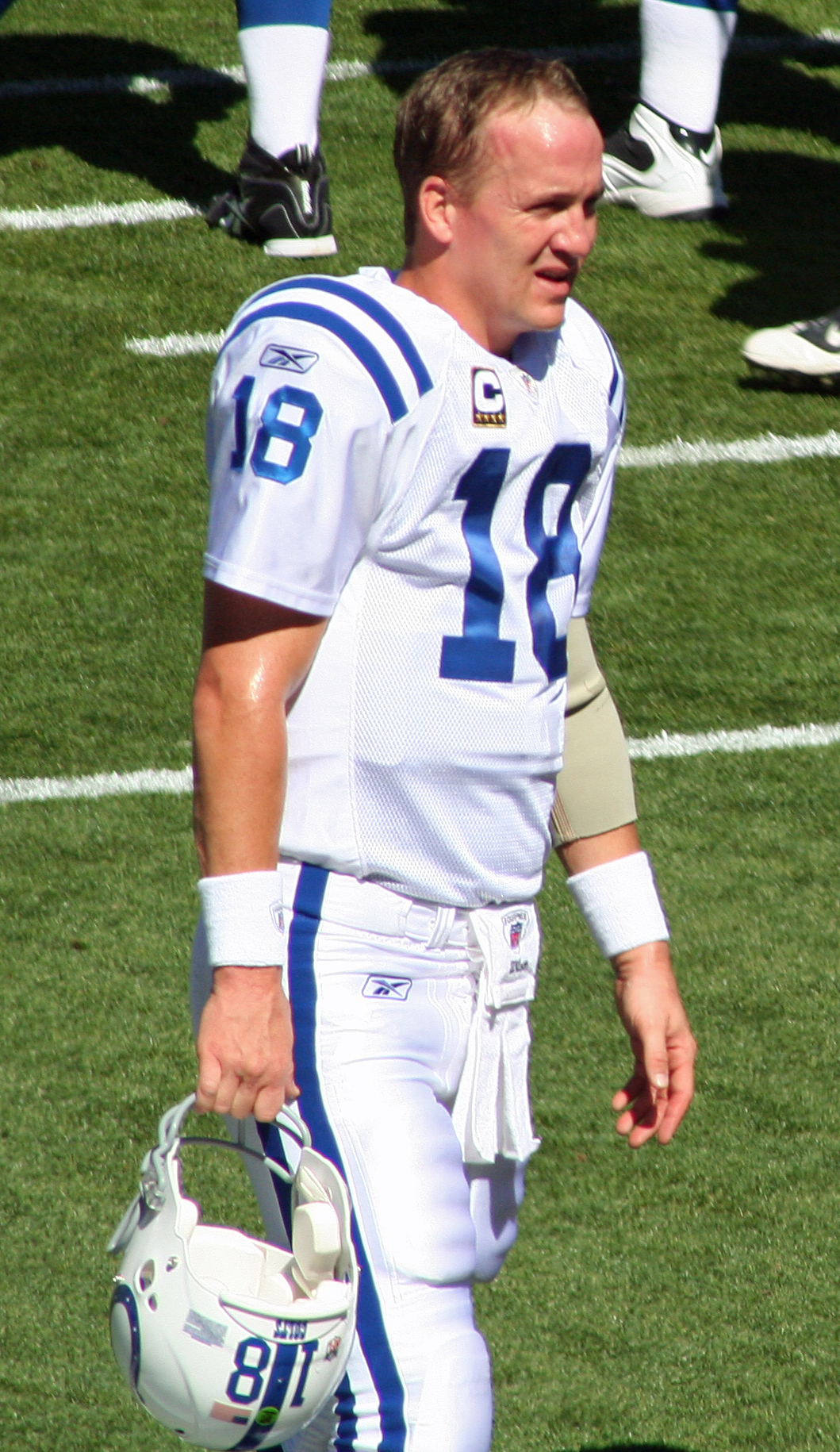
Manning in un pre-partita contro Denver il 26 settembre 2010.

La stagione 2010 iniziò per Manning con una sconfitta coi Texans in cui il giocatore stabilì il suo record di passaggi tentati (57) e completati (40) passando anche per 3 TD e 433 yard, la quarta prestazione in una gara d'apertura della storia. I Colts si ripresero vincendo le 9 partite seguenti prima di perdere contro i soliti Patriots, partita in cui Manning lanciò 4 TD per la 22ª volta in carriera, raggiungendo Dan Marino al secondo posto in questa classifica. A quella seguirono altre 2 sconfitte prima che i Colts vincessero le ultime 4 della stagione. Durante l'ultima gara di stagione regolare, Manning partì titolare per la 208ª volta consecutiva, superando il record di Gene Upshaw. Manning finì la stagione col record NFL di 450 completi su 679 tentativi (secondo nella storia) ed un record in carriera di 4700 yard passate.
Nei playoff, i Colts persero nel turno delle Wild Card contro i New York Jets 17-16 in una gara molto equilibrata. Manning ebbe un 18/26 nei passaggi per 225 yard ed un TD.

#### 2011: Fuori per tutta la stagione
I Colts applicarono la franchise tag su Manning il 15 febbraio 2011. Il 30 luglio 2011, i Colts fecero firmare a Manning un contratto quinquennale da 90 milioni di dollari durante le cui negoziazioni chiarì di non voler puntare a diventare il giocatore più pagato della NFL.
Dopo un'operazione al collo il 23 maggio 2011, il 7 settembre 2011 i Colts misero ufficialmente Manning fuori dal roster per la prima stagionale per la gara di apertura contro Houston, mettendo fine alla sua striscia di 208 gare da titolare consecutive (227 compresi i playoff); i Colts firmarono il ritirato Kerry Collins facendone il quarterback titolare ad interim. Dopo aver esaminato varie opzioni, Manning ebbe un'altra operazione l'8 settembre 2011. L'operazione fu per contrastare la fusione di due vertebre cervicali e il periodo di convalescenza sarebbe dovuto andare dai due ai tre mesi.
Manning disse di non aver intenzione di giocare nella stagione ma che non avrebbe contrastato la decisione della dirigenza in caso di necessità di farlo giocare. Manning iniziò nuovamente ad allenarsi a lanciare il pallone col compagno Joseph Addai a metà dicembre. Alla fine, Manning non giocò nemmeno una gara nel 2011, con i Colts che ebbero un record di 2–14, il peggiore della lega. Malgrado ciò, a fine stagione Manning fu votato al 50º posto nella NFL Top 100, l'annuale classifica dei migliori cento giocatori della stagione.

#### L'addio ai Colts
Il 7 marzo 2012, in un'intensa conferenza stampa congiunta, Manning e la franchigia dei Colts, rappresentata dal proprietario Jim Irsay, annunciarono la fine della loro avventura insieme durata 14 anni. I Colts, reduci dalla stagione col peggior record della NFL ed in possesso della prima scelta assoluta nel Draft NFL 2012, decisero di iniziare la ricostruzione, partendo da un nuovo general manager, un nuovo capo-allenatore ed un nuovo quarterback titolare. Manning dichiarò che si sarebbe sentito per tutta la vita un giocatore dei Colts, indipendentemente dalla squadra per cui sarebbe andato a firmare mentre Irsay disse che la squadra aveva in progetto di ritirare il numero 18 indossato da Peyton, in modo che non fosse più indossato da nessuno. Nella stessa conferenza stampa, Manning disse che la strada verso la sua completa riabilitazione dopo gli infortuni stava proseguendo bene e di non aver più nulla da dimostrare, negando tuttavia di aver già deciso in quale squadra avrebbe giocato nella stagione 2012.
Nei giorni seguenti l'addio ai Colts, Manning si incontrò con i rappresentanti dei Denver Broncos, dei Miami Dolphins, degli Arizona Cardinals, Tennessee Titans e dei San Francisco 49ers.

### Denver Broncos

#### 2012

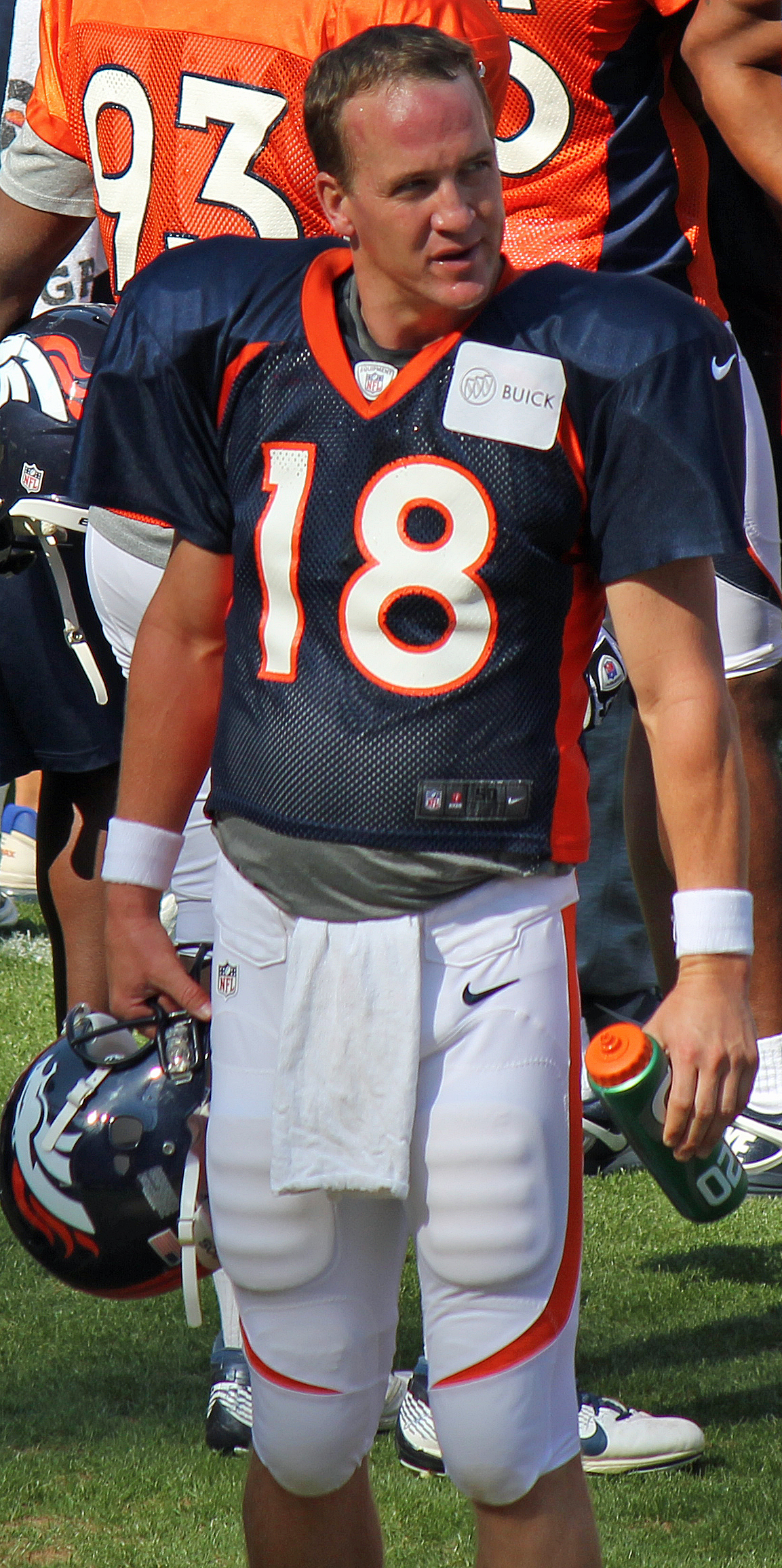
Manning con la maglia dei Broncos nel 2012

Il 19 marzo 2012 Manning decise di firmare per i Denver Broncos. Il giorno seguente siglò un contratto quinquennale del valore di 96 milioni di dollari. Ai Broncos, Manning decise di mantenere il numero 18, dopo una conversazione con l'ex quarterback della franchigia Frank Tripucka che lo autorizzò a portare il suo ex numero malgrado fosse stato ritirato dalla squadra.
Il 9 settembre 2012, nella prima gara con la nuova maglia e scendendo in campo per la prima volta dopo 610 giorni, Manning giocò bene nella vittoria dei Broncos contro gli Steelers per 31-19, completando 19 passaggi su 26 tentativi per 253 yard e 2 touchdown con cui superò, terzo nella storia della lega, i 400 in carriera. Fu il più rapido giocatore a compiere tale impresa: 209 partite, contro le 227 di Dan Marino e le 228 di Brett Favre. 
Nella settimana 4 i Broncos vinsero la seconda gara della stagione per 38-6 contro gli Oakland Raiders: Manning passò per 338 yard e 3 touchdown. Nella settimana 6 guidò i Broncos a una improbabile rimonta contro i Chargers nel Monday Night Football: in svantaggio 24-0 alla fine del primo tempo, Manning lanciò tre passaggi da touchdown nel secondo tempo con Denver che segnò 35 punti consecutivi e vinse 35-24.
Dopo la settimana di pausa, divenne il quarto giocatore della storia a passare oltre trecento yard e 3 touchdown per quattro gare consecutive. A fine mese fu premiato come miglior giocatore offensivo di ottobre della AFC dopo aver completato il 74% dei suoi passaggi con 9 touchdown a fronte di un solo intercetto subito in tre gare.
Nella settimana Manning e Broncos superarono i Carolina Panthers col quarterback che passò 301 yard e il 420º passaggio da touchdown della carriera, raggiungendo Dan Marino al secondo posto di tutti i tempi. Nell'undicesimo turno, Manning, con 270 yard e 3 touchdown (1 intercetto), guidò i Broncos a un'altra vittoria sui Chargers, la sua 148ª come quarterback titolare, raggiungendo John Elway al secondo posto per il massimo nella storia.

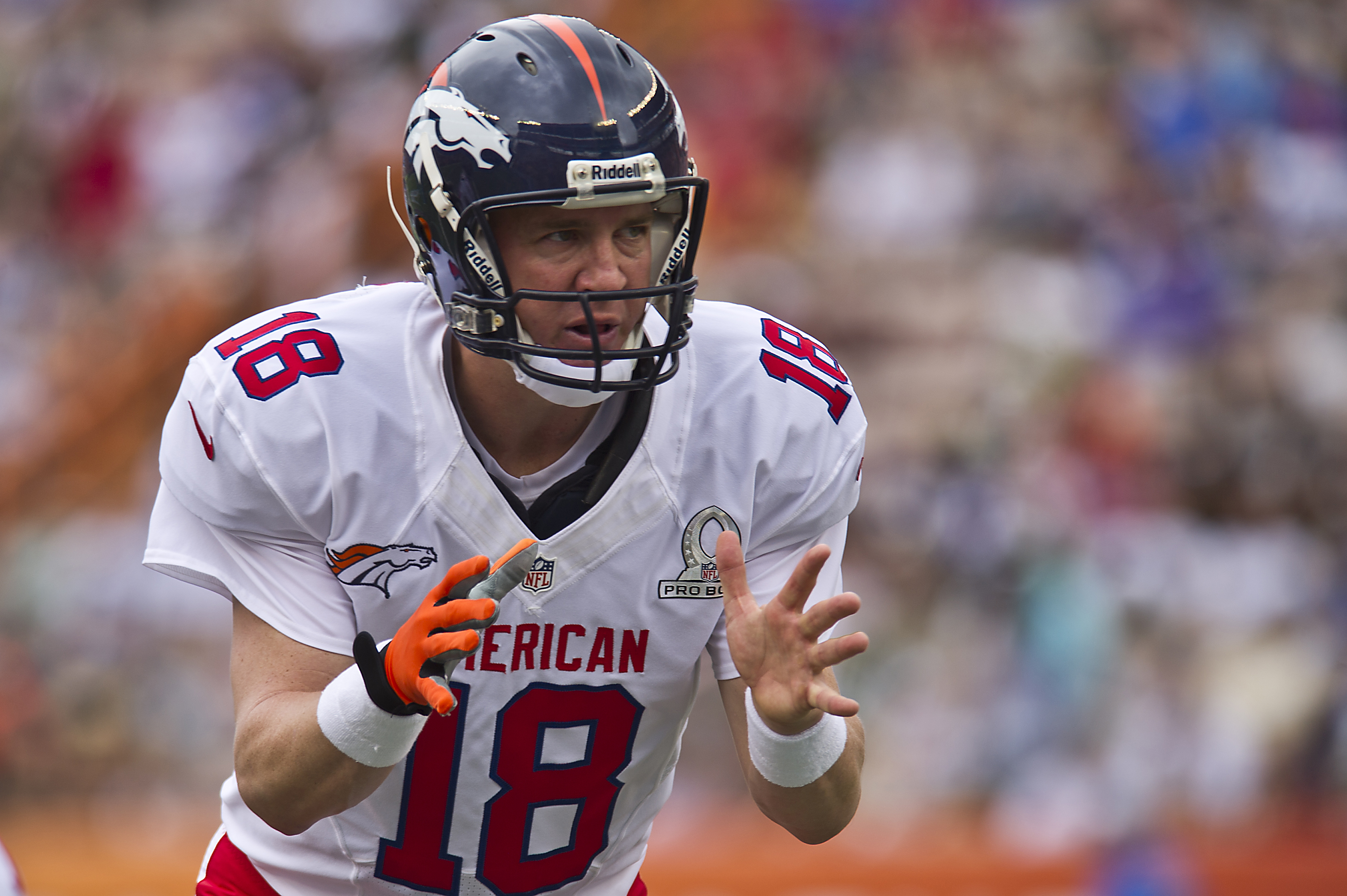
Manning nel Pro Bowl 2013.

A fine anno Manning fu convocato per il dodicesimo Pro Bowl in carriera. Con una striscia di 11 vittorie consecutive, Manning e i Broncos conclusero col miglior record della AFC. La sua stagione regolare terminò con 4.659 yard passate, 37 passaggi da touchdown (terzo nella lega), 11 intercetti e il secondo miglior passer rating della NFL dietro ad Aaron Rodgers. Il 12 gennaio 2013 fu inserito nel First-team All-Pro.
La grande stagione personale di Manning si concluse nel peggiore dei modi il 12 gennaio 2013 nel divisional round dei playoff. Contro i Ravens, in uno Sports Authority Field at Mile High congelato, in vantaggio di sette punti a un minuto dal termine, i Broncos prima si fecero rimontare e poi furono sconfitti con un field goal dopo due tempi supplementari, causato da un intercetto subito dal quarterback che consentì a Baltimore di calciare da una posizione di campo favorevole. Manning terminò la gara con 290 yard passate, 3 touchdown, 2 intercetti e un fumble perso.
Il 2 febbraio 2013, la notte prima del Super Bowl XLVII, Manning fu premiato con l'NFL Comeback Player of the Year Award. A fine anno fu posizionato al numero 2 nella classifica dei migliori cento giocatori della stagione.

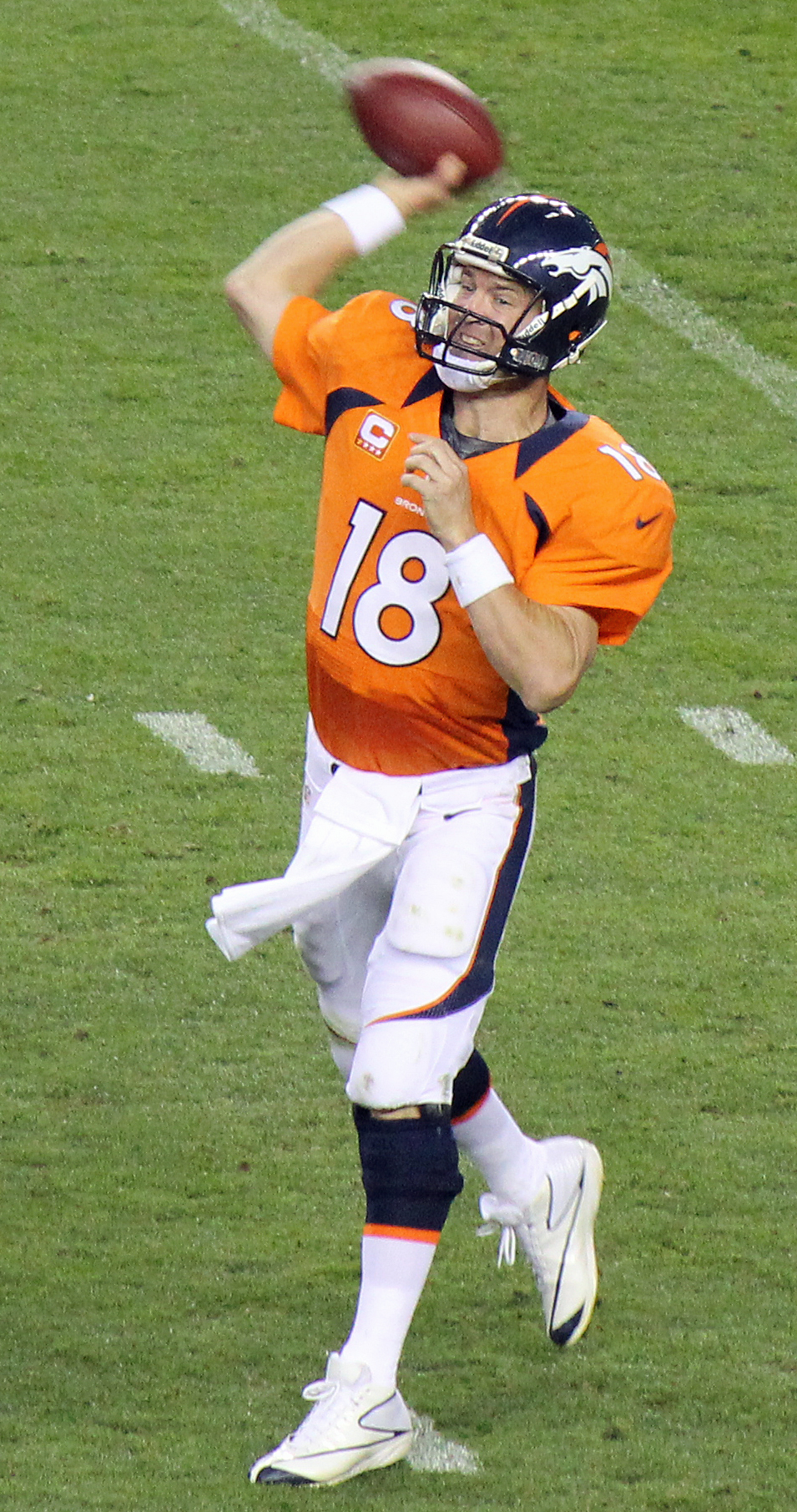
Manning il 9 settembre 2012

#### 2013: stagione dei record, quinto MVP e sconfitta nel Super Bowl
Nella prima gara della stagione 2013, Manning e i Broncos si vendicarono dei Ravens che li avevano eliminati dai playoff nella stagione precedente, battendoli 49-27. Il quarterback disputò un'altra prestazione storica, pareggiando il record NFL di 7 passaggi da touchdown in una partita, appartenente a Sid Luckman, Adrian Burk, George Blanda, Joe Kapp e Y.A. Tittle (in seguito pareggiato anche da Nick Foles e Drew Brees). Nella stessa gara raggiunse anche Brett Favre con la ventitreesima gara da almeno 4 touchdown passati e Drew Brees con la settima da almeno cinque touchdown. Per questa prestazione fu premiato per la nona volta in carriera come quarterback della settimana e come giocatore offensivo della AFC della settimana. La settimana successiva vi fu il terzo scontro della carriera contro i Giants del fratello Eli, il cosiddetto Manning Bowl III, dove Peyton e i Broncos vinsero facilmente con 307 yard e 2 TD. Con tre passaggi passati nel Monday Night Football contro i Raiders, Manning arrivò a quota 12 nelle prime tre gare della stagione, battendo il record NFL di Tom Brady di 11 nel 2011 (in seguito superato prima da Patrick Mahomes e poi da Russell Wilson) e venendo premiato ancora una volta come giocatore offensivo della AFC della settimana e come quarterback della settimana. Con 327 yard passate e 4 touchdown nella vittoria per 52-20 sugli Eagles, Manning stabilì nuovi primati, tra cui il record di franchigia dei Broncos per maggior numero di punti segnati in una gara nei loro 54 anni di storia, maggior numero di touchdown segnati nel primo mese di stagione regolare (16 alla pari con Kurt Warner nel 1999), maggior numero di touchdown senza lanciare alcun intercetto (alla pari con Mit Plum nel 1960) e record NFL per maggior numero di gare con almeno 4 touchdown passati (24, superando Brett Favre). Quattro giorni dopo, Manning fu premiato per la settima volta in carriera come giocatore offensivo del mese della AFC.
La settimana 7 vide Manning tornare nella sua Indianapolis per affrontare i Colts del suo sostituto Andrew Luck che inflissero la prima sconfitta stagionale ai Broncos. 
Nel settimana 12 vi fu il quattordicesimo scontro della storia contro Brady. I Broncos si portarono in vantaggio per 24-0 alla fine del primo tempo ma lo dilapidarono tutto venendo sconfitti ai supplementari. 
Nella settimana 14 i Broncos centrarono la matematica qualificazione ai playoff battendo i Titans in casa per 51-28. 
Nella settimana 16, Manning si riappropriò del record NFL di passaggi da touchdown in una stagione, strappatogli da Brady nel 2007, passandone quattro contro i Texans e raggiungendo quota 51. Battendo Houston, i Broncos si assicurarono la vittoria della AFC West e la possibilità di saltare il primo turno di playoff. Ancora una volta fu premiato come giocatore offensivo della AFC della settimana e come quarterback della settimana. Il 27 dicembre fu premiato con la convocazione al Pro Bowl in carriera. Nell'ultima gara dell'anno contro i Raiders, Manning superò anche il record NFL di Drew Brees per yard passate in una stagione portandolo a 5.477 e con altri 4 touchdown fissò il primato a quota 55. Inoltre i Broncos superarono il record NFL stabilito dai Patriots del 2007 per il maggior numero di punti segnati in una stagione. Per la seconda volta in stagione fu premiato come miglior giocatore offensivo della AFC per le gare di dicembre.
Nel divisional round dei playoff, i Broncos batterono 24-17 i Chargers con Manning che passò 230 yard, 2 touchdown e un intercetto. Con il 57º passaggio da touchdown totale tra stagione regolare e playoff superò il record NFL di Dan Marino del 1984. Il 19 gennaio nella finale della AFC, nel quindicesimo scontro della storia contro Brady, i Manning e i Broncos si vendicarono della sconfitta subita nella stagione regolare, avendo ragione dei Patriots con il punteggio di 26-16, qualificandosi per il Super Bowl XLVIII. Terminò con 400 yard passate e due touchdown una partita che lo vide divenire il terzo quarterback titolare nella storia del Super Bowl a raggiungere la partita con due differenti squadre. In precedenza vi erano riusciti Craig Morton (che perse il Super Bowl V coi Dallas Cowboys e il Super Bowl XII coi Broncos) e Kurt Warner (che vinse il Super Bowl XXXIV e perse il Super Bowl XXXVI coi St. Louis Rams, dopo di che perse il Super Bowl XLIII con gli Arizona Cardinals). Il 1º febbraio, il giorno prima della finalissima, Manning fu premiato per la quinta volta in carriera come MVP della NFL e per la seconda volta come giocatore offensivo dell'anno.
Nel Super Bowl XLVIII contro i Seattle Seahawks, i Broncos furono superati nettamente dagli avversari per 43-8, il Super Bowl col maggior divario in termini di punti degli ultimi vent'anni. Manning stabilì un primato dell'evento con 34 passaggi completati, ma tutti di breve lunghezza, non riuscendo mai a trovare i suoi ricevitori con lanci in profondità, pressati dalla difesa di Seattle che si era classificata come la migliore della lega nella stagione regolare. Concluse con 280 yard passate, un passaggio da touchdown (allo scadere del terzo quarto, quando il punteggio era sul 36-0 per Seattle) e 2 intercetti subiti, di cui uno ritornato in touchdown, in una delle più cocenti delusioni della propria carriera.

#### 2014

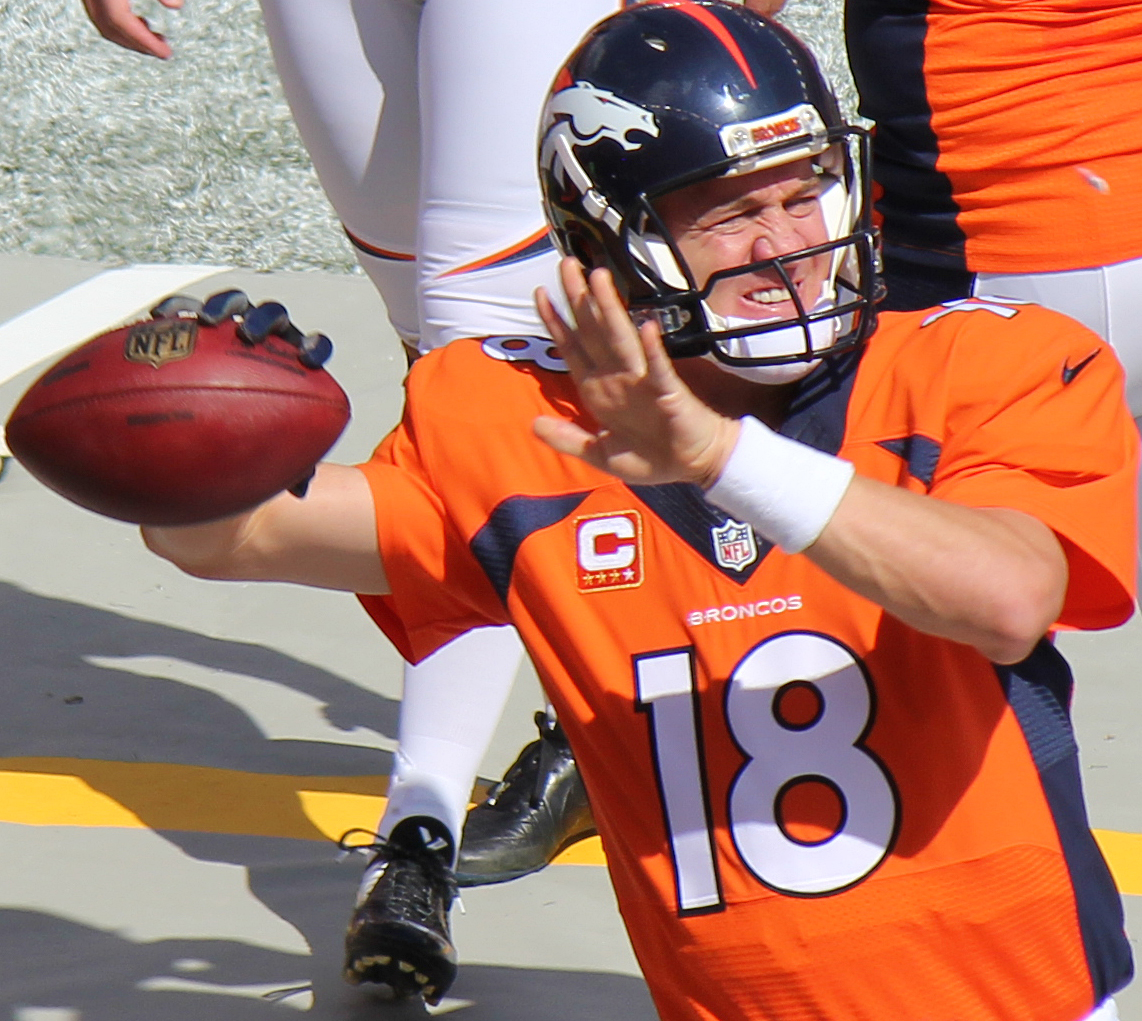
Manning il 14 settembre 2014.

Senza lo squalificato Wes Welker e con Eric Decker passato ai Jets, Manning iniziò la stagione 2014 battendo in casa i "suoi" Colts con 269 yard passate e 3 touchdown, tutti per Julius Thomas, raggiungendo Brett Favre come unico altro quarterback ad avere battuto tutte le 32 franchigie della lega. Nella rivincita contro Seattle del terzo turno lanciò il suo 100º passaggio da touchdown nella sua trentacinquesima gara coi Broncos, divenendo il più rapido quarterback della storia a compiere quell'impresa con una singola squadra, superando il precedente record di Marino di 44 gare.
Il 5 ottobre, dopo la settimana di pausa, Manning raggiunse Brett Favre diventando uno degli unici due giocatori della storia ad avere lanciato 500 touchdown in carriera, passandone 4 (con 2 intercetti) oltre a 479 yard nella vittoria sugli allora imbattuti Cardinals, che gli valsero il premio di quarterback della settimana. Due settimane dopo, con altri quattro touchdown passati nella vittoria sui 49ers arrivò a quota 510 in carriera, diventando il recordman di tutti i tempi della storia della NFL, venendo premiato come giocatore offensivo della AFC della settimana e come quarterback della settimana. Verso la fine di ottobre, i Broncos iniziarono ad adottare un gioco maggiormente orientato sulle corse del running back C.J. Anderson che portò ad altre due vittorie, inclusa una nella settimana 14 contro i Bills in cui Manning interruppe a 51 la sua striscia di partite con almeno un touchdown passato, a sole tre lunghezze dal record di Drew Brees. Il 23 dicembre fu convocato per il quattordicesimo Pro Bowl in carriera, un record assoluto condiviso con Merlin Olsen, Bruce Matthews e Tony Gonzalez. La sua stagione regolare si chiuse con 4.727 yard passate (quarto nella lega), 39 touchdown (secondo) e 15 intercetti subiti.
L'11 gennaio 2015, i Broncos furono subito eliminati nel divisional round dei playoff perdendo per 24-13 in casa contro i Colts. Manning, sceso in campo con un infortunio al quadricipite rivelato solo il giorno successivo, disputò una delle sue peggiori gare nella post-season completando 26 passaggi su 46 tentativi per 211 yard e un touchdown. Fu la nona volta in carriera che le sue squadre furono eliminate alla prima gara di playoff; nessun altro quarterback ha mai subito più di quattro eliminazioni al primo turno.

#### 2015: Seconda vittoria del Super Bowl e ritiro

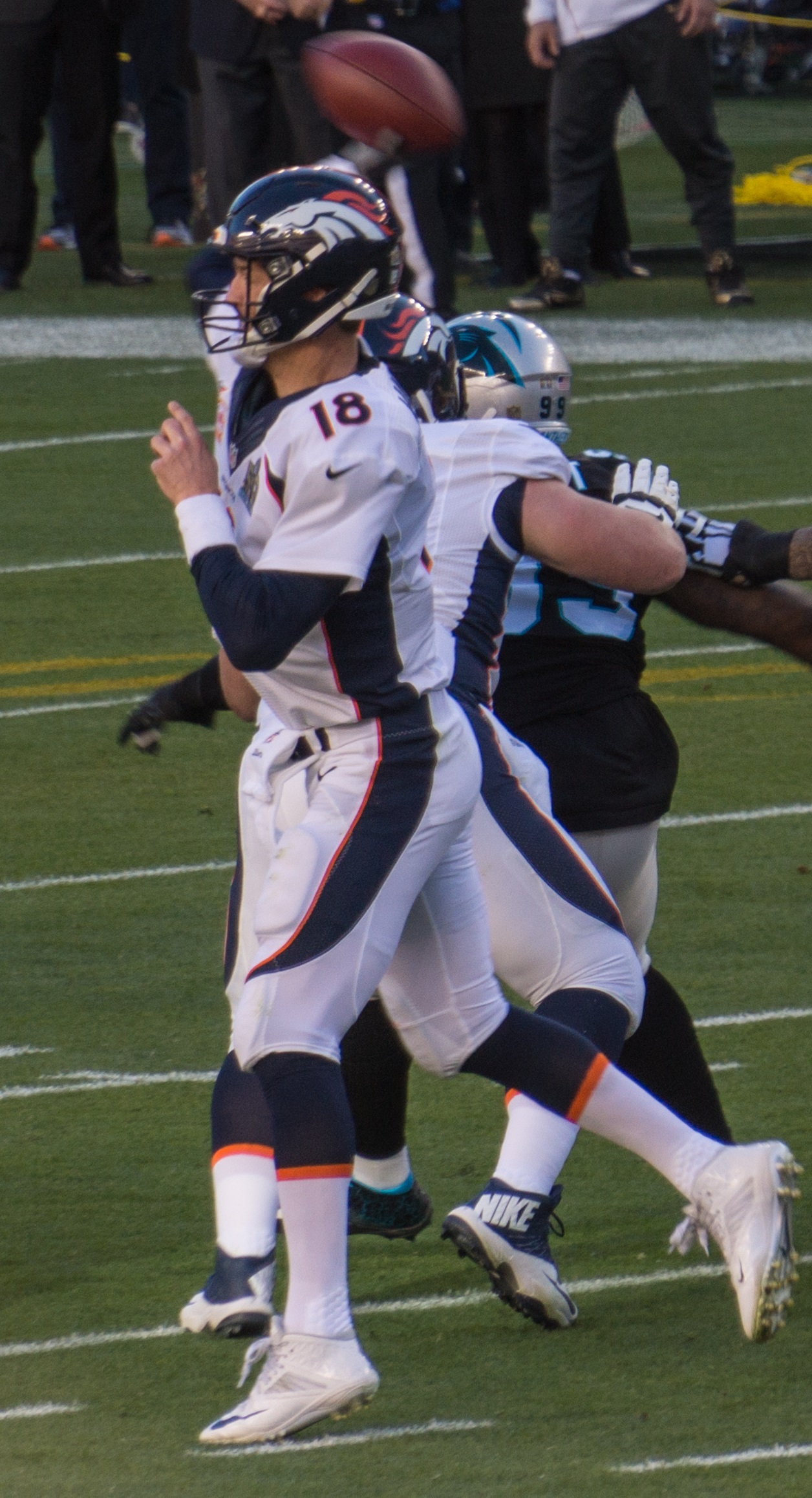
Un passaggio di Manning durante il Super Bowl 50, la sua ultima gara

I Broncos nel 2015, in particolare grazie alla loro difesa, iniziarono vincendo tutte le prime sette gare per la prima volta dal 1998. Il 17 settembre, nella vittoria esterna sui Chiefs, Manning divenne il secondo giocatore della storia a passare 70.000 yard in carriera dopo Favre. Il 4 ottobre contro i Vikings ottenne la 100ª vittoria casalinga come quarterback titolare, un traguardo raggiunto in precedenza solo dallo stesso Favre. Il 1º novembre, con la vittoria sui Packers, pareggiò ancora un primato di Favre con la 186ª vittoria nella stagione regolare. L'imbattibilità di Denver si chiuse nel nono turno a Indianapolis, con Manning che subì due intercetti arrivando a quota 13 in stagione, il massimo della lega in quel momento.
Il 15 novembre, Manning divenne il recordman di tutti i tempi per yard passate in carriera superando Favre. Fu tuttavia una giornata amara per il giocatore che, rallentato da una fascite plantare, subì quattro intercetti e completò solamente cinque passaggi su venti per un passer rating di 0,0, finendo per essere sostituito da Brock Osweiler nella sconfitta coi Chiefs. A causa di tale infortunio fu costretto a saltare le successive sei partite. Durante la sua assenza, fu il giovane Osweiler a prendere il suo posto, finché Manning tornò disponibile subentrando nel secondo tempo dell'ultima gara della stagione, guidando Denver alla vittoria in rimonta su San Diego e al primo posto nel tabellone della AFC. La stagione regolare di Manning si chiuse con un minimo in carriera di 9 passaggi da touchdown mentre, pur avendo giocato solo dieci partite, i suoi 17 intercetti subiti furono il secondo peggiore risultato della lega.
Manning fu nuovamente nominato titolare per la gara del divisional round dei playoff dove passò 222 yard nella vittoria sugli Steelers che aprì le porte al 17º confronto diretto contro Brady e i Patriots in finale di conference. In quella partita passò 176 yard e 2 touchdown, correndo anche una volta per 13 yard, la sua più lunga nei playoff dalla sua stagione da rookie, con i Broncos che andarono a vincere per 20-18 e a qualificarsi per il Super Bowl 50, il quarto della sua carriera.
Il 7 febbraio 2016, al Levi's Stadium di Santa Clara, Manning conquistò il suo secondo titolo quando i Broncos sconfissero per 24-10 i Carolina Panthers nel Super Bowl 50, malgrado una prestazione da sole 141 yard lanciate, con un intercetto subito e due palle perse. Divenne così il primo quarterback della storia a vincere il Super Bowl da titolare con due diverse franchigie, guadagnando inoltre il primato solitario per il maggior numero di vittorie in carriera per un QB (200), superando Brett Favre, fermo a quota 199.
Il 7 marzo 2016 Manning annunciò ufficialmente il proprio ritiro dal football professionistico. Il 18 marzo i Colts dichiararono di avere intenzione di costruire una statua al di fuori del Lucas Oil Stadium raffigurante il loro ex quarterback, oltre che di ritirare il numero 18 da lui indossato durante le sue quattordici stagioni con la franchigia.

### Record NFL
- Maggior numero di vittorie consecutive da titolare nella stagione regolare: 23
- Maggior numero di yard passate in una singola stagione: 5.477
- Maggior numero di passaggi da touchdown in una singola stagione: 55
- Maggior numero di stagioni con almeno 4.000 yard passate: 14
- Maggior numero di stagioni con almeno 10 vittorie da titolare (playoff esclusi): 14
- Maggior numero di stagioni consecutive con almeno 25 passaggi da touchdown: 13
- Maggior numero di partite in carriera con un passer rating perfetto di 158,3: 4
- Maggior numero di partite con almeno 300 yard passate in carriera: 93
- Maggior numero di partite con almeno 400 yard passate in carriera: 17
- Maggior numero di partite con almeno 4 passaggi da touchdown in carriera: 25
- Maggior numero di partite con almeno 4 passaggi da touchdown in una singola stagione: 8
- Maggior numero di partite con almeno 5 passaggi da touchdown in carriera: 8
- Maggior numero di partite consecutive con almeno 2 passaggi da touchdown: 15
- Maggior numero di partite consecutive con almeno 4 passaggi da touchdown: 5
- Maggior numero di partite con almeno il 70% di passaggi completati (almeno 10 passaggi tentati) in carriera: 66
- Maggior numero di yard passate nel primo tempo di una partita di playoff: 360

- Maggior numero di presenze consecutive ai playoff da titolare: 9
- Maggior numero di sconfitte per un quarterback nei playoff: 13
- Maggior numero di partite con almeno 300 yard passate da parte di un rookie: 4
- Maggior numero di partite con almeno un passaggio da touchdown da parte di un rookie: 15
- Maggior numero di partite consecutive con almeno un passaggio da touchdown da parte di un rookie: 13
- Maggior numero di premi di MVP della NFL vinti: 5
- Unico quarterback della storia con 7 stagioni consecutive da almeno 12 vittorie da titolare
- Unico quarterback della storia con 9 stagioni consecutive da almeno 10 vittorie da titolare
- Unico quarterback della storia con almeno 6 passaggi da touchdown in 3 differenti partite
- Primo quarterback della storia a vincere il Super Bowl da titolare con due diverse franchigie (Colts e Broncos)
- Uno dei soli quattro quarterback (con Don Meredith, Terry Bradshaw e Dave Krieg) con un passer rating perfetto di 158,3 in una gara di playoff
- Record NFL (condiviso) per il maggior numero di passaggi da touchdown in una singola partita: 7
- Record NFL (condiviso) per il maggior numero di partite con almeno 300 yard passate nei playoff: 9
- Record NFL (condiviso) per il maggior numero di passaggi da touchdown in una singola stagione da parte di un rookie: 26

## Palmarès

### Franchigia
- Super Bowl : 2

Indianapolis Colts: Super Bowl XLI
Denver Broncos: Super Bowl 50
- American Football Conference Championship: 4

Indianapolis Colts: 2006, 2009
Denver Broncos: 2013, 2015

### Individuale
- MVP del Super Bowl: 1

2006
- MVP della NFL: 5 (record)

2003 (condiviso con Steve McNair), 2004, 2008, 2009, 2013
- MVP del Pro Bowl: 1

2004
- Miglior giocatore offensivo dell'anno della NFL: 2

2004, 2013
- NFL Comeback Player of the Year Award: 1

2012
- Convocazioni al Pro Bowl: 14

1999, 2000, 2002, 2003, 2004, 2005, 2006, 2007, 2008, 2009, 2010, 2012, 2013, 2014
- First-Team All-Pro: 7

2003, 2004, 2005, 2008, 2009, 2012, 2013
- Second-Team All-Pro: 3

1999, 2000, 2006
- Miglior giocatore offensivo del mese della AFC: 7

settembre 2003, novembre 2004, ottobre 2006, settembre 2009, ottobre e dicembre 2012, settembre 2013
- Quarterback dell'anno: 4 (record)

2003, 2004, 2012, 2013
- Quarterback della settimana: 14

4ª e 5ª del 2003; 3ª e 12ª del 2004; 16ª del 2008; 3ª e 5ª del 2009; 17ª del 2012; 1ª, 3ª, 10ª e 16ª del 2013; 5ª e 7ª del 2014
- Leader della NFL in passaggi da touchdown: 4

2000, 2004, 2006, 2013
- Bert Bell Award: 3

2003, 2004, 2013
- Walter Payton NFL Man of the Year Award: 1

2005
- PFWA All-Rookie Team - 1998
- Davey O'Brien Award: 1

1997
- Formazione ideale della NFL degli anni 2000
- Formazione ideale del 100º anniversario della National Football League
- Classificato al #8 tra i migliori cento giocatori di tutti i tempi da NFL.com
- Numero 18 ritirato dagli Indianapolis Colts
- College Football Hall of Fame
- Pro Football Hall of Fame (classe del 2021)

## Statistiche

### Stagione regolare
| Stagione | Squadra  | Partite | PT  | PV  | Passaggi | Passaggi  | Passaggi   | Passaggi | Passaggi | Passaggi | Corse     | Corse      | Corse | Corse | Passer rating |
| Stagione | Squadra  | Partite | PT  | PV  | Completi | Tentativi | % Completi | Yards    | TD       | INT      | Ten corse | Yard corse | Media | TD    | Passer rating |
| -------- | -------- | ------- | --- | --- | -------- | --------- | ---------- | -------- | -------- | -------- | --------- | ---------- | ----- | ----- | ------------- |
| 1998     | IND      | 16      | 16  | 3   | 326      | 575†      | 56,7       | 3.739    | 26       | 28       | 15        | 62         | 4,1   | 0     | 71,2          |
| 1999     | IND      | 16      | 16  | 13  | 331      | 533       | 62.1       | 4.135    | 26       | 15       | 35        | 73         | 2,1   | 2     | 90,7          |
| 2000     | IND      | 16      | 16  | 10  | 357†     | 571       | 62,5       | 4.413†   | 33†      | 15       | 37        | 116        | 3,1   | 1     | 94,7          |
| 2001     | IND      | 16      | 16  | 6   | 343      | 547       | 62,7       | 4.131    | 26       | 23       | 35        | 157        | 4,5   | 4     | 84,1          |
| 2002     | IND      | 16      | 16  | 10  | 392      | 591       | 66,3       | 4.200    | 27       | 19       | 38        | 148        | 3,9   | 2     | 93,7          |
| 2003     | IND      | 16      | 16  | 12  | 379†     | 566       | 67,0†      | 4.267†   | 29       | 10       | 28        | 26         | 0,9   | 0     | 99,0          |
| 2004     | IND      | 16      | 16  | 12  | 336      | 497       | 67,7       | 4.557    | 49†      | 10†      | 10        | 25         | 38    | 0     | 121,1†        |
| 2005     | IND      | 16      | 16  | 14  | 305      | 453       | 67,3       | 3.747    | 28       | 10       | 33        | 45         | 1,4   | 0     | 104,1†        |
| 2006     | IND      | 16      | 16  | 12  | 362      | 557       | 65,0       | 4.397    | 31†      | 9        | 23        | 36         | 1,6   | 4     | 101,0†        |
| 2007     | IND      | 16      | 16  | 13  | 337      | 515       | 65,4       | 4.040    | 31       | 14       | 20        | −5         | −0,3  | 3     | 98,0          |
| 2008     | IND      | 16      | 16  | 12  | 371      | 555       | 66,8       | 4,002    | 27       | 12       | 20        | 21         | 1,1   | 1     | 95,0          |
| 2009     | IND      | 16      | 16  | 14  | 393      | 571       | 68,8       | 4,500    | 33       | 16       | 19        | −13        | −0,7  | 0     | 99,9          |
| 2010     | IND      | 16      | 16  | 10  | 450      | 679       | 66,3       | 4.700    | 33       | 17       | 18        | 18         | 1,0   | 0     | 91,9          |
| 2011     | IND      | 0       | 0   | 0   | 0        | 0         | 0,0        | 0        | 0        | 0        | 0         | 0          | 0     | 0     | 0,0           |
| 2012     | DEN      | 16      | 16  | 13  | 400      | 583       | 68,6†      | 4.659    | 37       | 11       | 23        | 6          | 0,3   | 0     | 105,8         |
| 2013     | DEN      | 16      | 16  | 13  | 450†     | 659†      | 68,3       | 5.477†   | 55†      | 10       | 32        | -31        | -1,0  | 1     | 115,1         |
| 2014     | DEN      | 16      | 16  | 12  | 395      | 597       | 66,2       | 4.727    | 39       | 15       | 24        | -24        | -1,0  | 0     | 101,5         |
| 2015     | DEN      | 10      | 9   | 7   | 198      | 331       | 59,8       | 2.249    | 9        | 17       | 6         | -6         | -1,0  | 0     | 67,9          |
| Carriera | Carriera | 266     | 265 | 186 | 6.125    | 9.380     | 65,3       | 71.940   | 539†     | 251      | 431       | 667        | 1,5   | 18    | 96,5          |
† Leader della lega, † Record NFL

### Playoff
| Stagione | Squadra  | Partite | PV | Passaggi | Passaggi | Passaggi   | Passaggi | Passaggi | Passaggi | Corse     | Corse      | Corse | Corse | Passer rating |
| Stagione | Squadra  | Partite | PV | Completi | Tentati  | % Completi | Yard     | TD       | INT      | Ten corse | Yard corse | Media | TD    | Passer rating |
| -------- | -------- | ------- | -- | -------- | -------- | ---------- | -------- | -------- | -------- | --------- | ---------- | ----- | ----- | ------------- |
| 1999     | IND      | 1       | 0  | 19       | 42       | 45,2       | 227      | 0        | 0        | 2         | 22         | 11    | 1     | 62,3          |
| 2000     | IND      | 1       | 0  | 17       | 32       | 53,1       | 194      | 1        | 0        | 1         | −2         | −2    | 0     | 82,0          |
| 2002     | IND      | 1       | 0  | 14       | 31       | 45,2       | 137      | 0        | 2        | 1         | 2          | 2     | 0     | 31,2          |
| 2003     | IND      | 3       | 2  | 67       | 103      | 65,0       | 918      | 9        | 4        | 4         | 3          | 0.8   | 0     | 106,4         |
| 2004     | IND      | 2       | 1  | 54       | 75       | 72,0       | 696      | 4        | 2        | 2         | 7          | 3.5   | 1     | 107,4         |
| 2005     | IND      | 1       | 0  | 22       | 38       | 57,9       | 290      | 1        | 0        | 0         | 0          | 0     | 0     | 90,9          |
| 2006     | IND      | 4       | 4  | 97       | 153      | 63,4       | 1.034    | 3        | 7        | 8         | 3          | 0.4   | 1     | 70,5          |
| 2007     | IND      | 1       | 0  | 33       | 48       | 68,7       | 402      | 3        | 2        | 1         | −6         | −6    | 0     | 97,7          |
| 2008     | IND      | 1       | 0  | 25       | 42       | 59,5       | 310      | 1        | 0        | 1         | −1         | −1    | 0     | 90,4          |
| 2009     | IND      | 3       | 2  | 87       | 128      | 68,0       | 956      | 6        | 2        | 3         | −2         | −0,7  | 0     | 99,0          |
| 2010     | IND      | 1       | 0  | 18       | 26       | 69,2       | 225      | 1        | 0        | 0         | 0          | 0     | 0     | 108,7         |
| 2012     | DEN      | 1       | 0  | 28       | 43       | 65,1       | 290      | 3        | 2        | 1         | −1         | −1    | 0     | 88,3          |
| 2013     | DEN      | 3       | 2  | 91       | 128      | 71,1       | 910      | 5        | 3        | 3         | -2         | -0,7  | 0     | 94,2          |
| 2014     | DEN      | 1       | 0  | 26       | 46       | 56,5       | 211      | 1        | 0        | –         | –          | –     | –     | 75.5          |
| 2015     | DEN      | 3       | 3  | 51       | 92       | 55,4       | 539      | 2        | 1        | 5         | 10         | 2,0   | 0     | 75.4          |
| Carriera | Carriera | 27      | 14 | 649      | 1.027    | 63.2       | 7.339    | 40       | 25       | 32        | 34         | 1.1   | 3     | 87,4          |

## Filmografia parziale
- Modern Family (2017) - episodio 8x13
- Ferdinand, regia di Carlos Saldanha (2017) - voce
- Nuovo Santa Clause cercasi (The Santa Clauses) – serie TV, episodio 1x03 (2022)

## Vita privata

### Manning nella cultura di massa

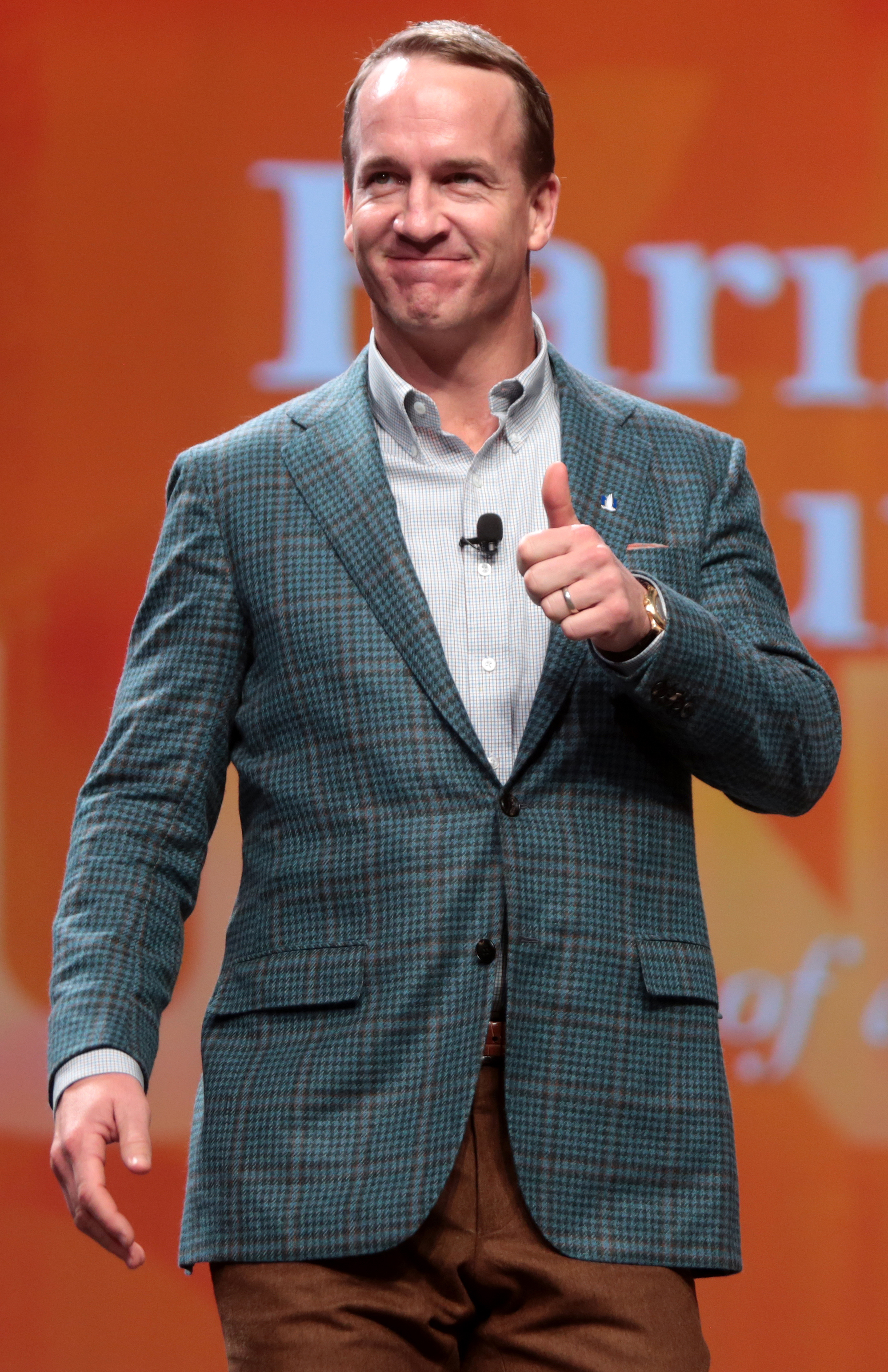
Manning nel 2017

Manning è stato accreditato per aver migliorato l'immagine della città di Indianapolis. Un curatore dell'Indiana State Museum osservò che "non ci sarebbe stato alcun Super Bowl tenuto qui senza Peyton. Non ci sarebbe il Lucas Oil Stadium senza Peyton. Senza Peyton, i Colts sarebbero probabilmente a Los Angeles in questo momento". Egli diventò il giocatore dall'immagine commerciale più forte della lega, apparendo in diverse pubblicità televisive e sulla carta stampata per alcuni dei più grandi sponsor della NFL.

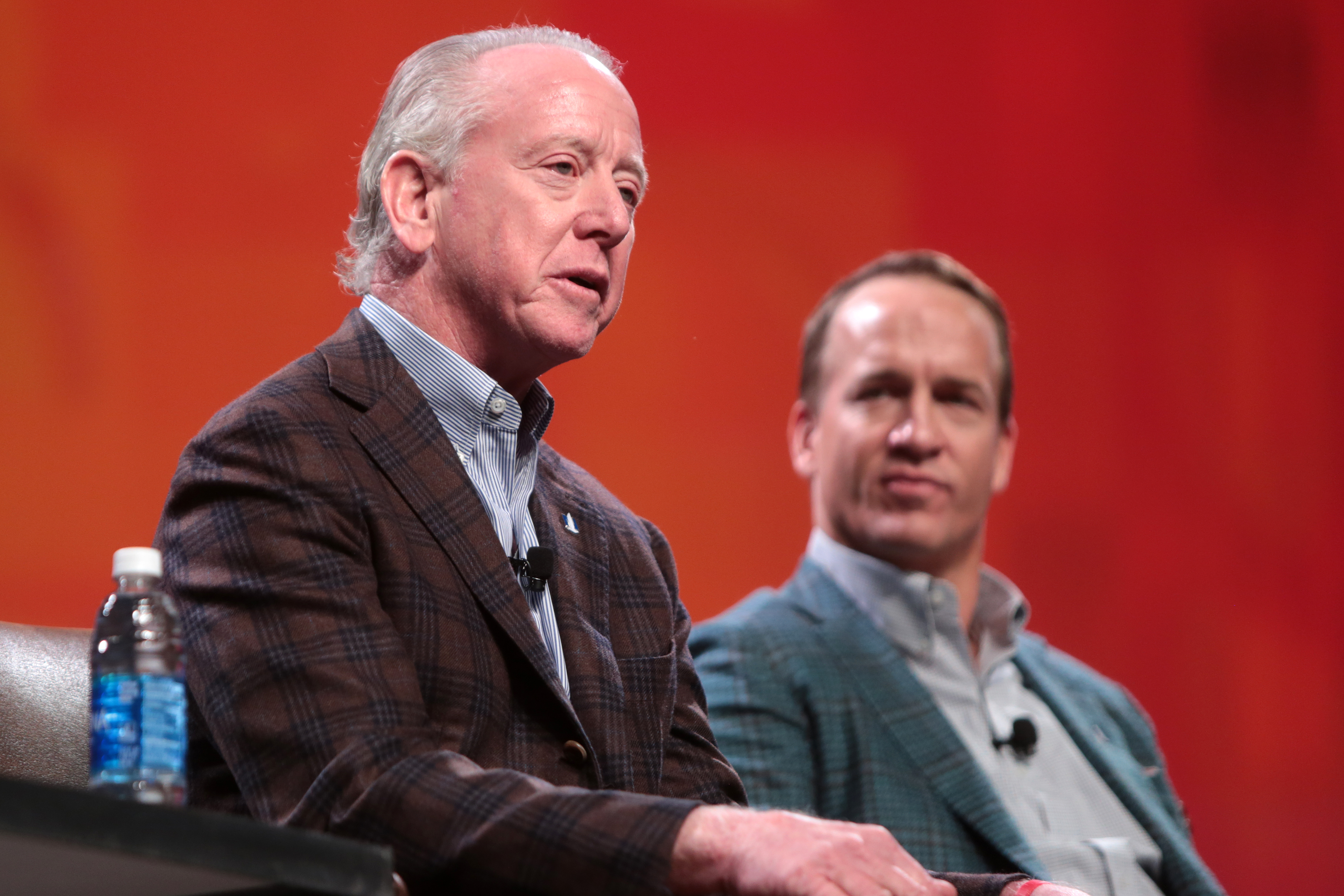
Peyton col padre Archie nel gennaio 2017

Manning fece un'apparizione in una puntata del Saturday Night Live nel 2008 in cui era in uno sketch ambientato nel football giovanile ed un'altra nel basket delle scuole superiori. Una pubblicità di This is SportsCenter su ESPN del 2006 comprese l'intera famiglia Manning; i genitori Archie ed Olivia, con i loro figli Peyton, Eli e Cooper, concludendosi negli studi di SportCenter con Peyton ed Eli a farsi degli scherzi davanti a tutti.
Manning apparve in una serie di spot di DirecTV dove le celebrità sono viste nel loro ambiente di lavoro per poi rivolgersi improvvisamente al telespettatore rompendo la quarta parete. In questa pubblicità veniva parodiata la sua routine pre-snap. Manning inoltre apparve per delle pubblicità per il St. Mary's Medical Center a Knoxville, Tennessee.
Manning condusse una puntata del Saturday Night Live con ospite musicale Carrie Underwood il 24 marzo 2007, giorno del suo 31º compleanno. L'episodio fu il più visto dello show negli ultimi dieci mesi. Durante l'apertura della puntata, Peyton alluse al suo status di personaggio dall'elevato valore commerciale scherzando sul fatto di aver portato a termine i due obiettivi che si era proposto nella vita: vincere il Super Bowl con i Colts ed apparire in metà delle pubblicità americane. Il 27 maggio 2007 Manning sventolò la bandiera verde all'inizio della novantunesima edizione della Indianapolis 500.